# Mokusatsu
Mokusatsu (黙殺?) è una parola giapponese che sta per 'ignorare' o 'trattare con tacito disprezzo'. È composta da due kanji: 黙 (moku, letteralmente silenzio) e 殺 (satsu, letteralmente uccidere). È principalmente nota per essere stata equivocata dal governo  statunitense quando l'Alto Comando Giapponese la usò nella risposta alle richieste degli Alleati di resa incondizionata secondo gli accordi di Potsdam; l'equivoco del suo significato avrebbe quindi influenzato il presidente Harry Truman nella decisione di usare la bomba atomica su Hiroshima e Nagasaki.

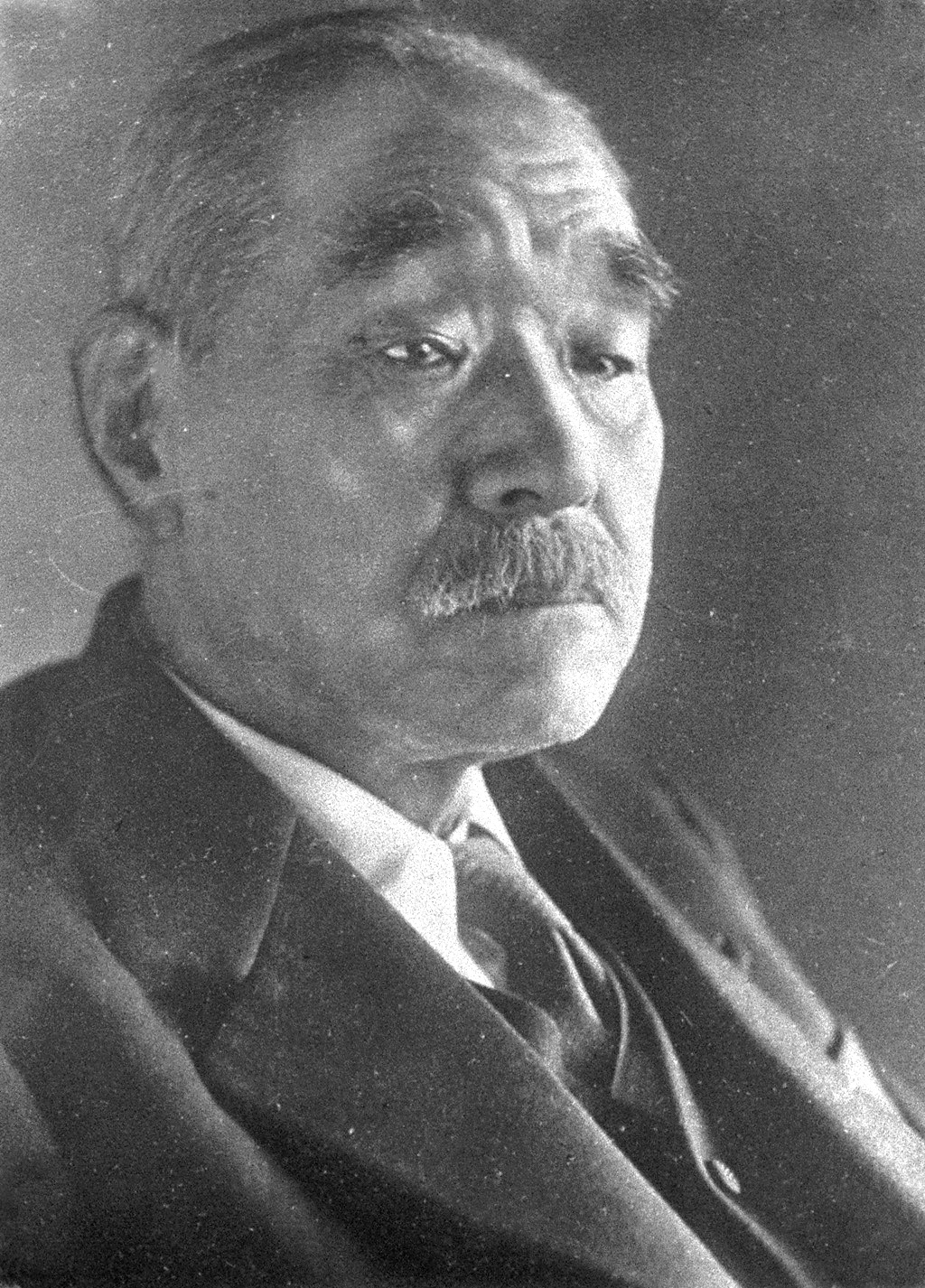
Il Premier Kantarō Suzuki usò il termine mokusatsu per rifiutare la Dichiarazione di Potsdam degli Alleati, durante la Seconda guerra mondiale

Mokusatsu venne infatti usata nell'edizione mattutina dell'Asahi Shinbun del 28 luglio 1945 per indicare l'atteggiamento assunto dal governo nei confronti delle richieste di resa. Il quotidiano, insieme ad altre testate, annunciò tempestivamente che la Dichiarazione di Potsdam era stata respinta dal Giappone, probabilmente perché l'ultimatum era stato anche trasmesso via radio e sganciato tramite volantini per via aerea al popolo Giapponese. Non è chiaro se la stampa giapponese si fosse affidata a fonti sicure quando annunciò il rifiuto della Dichiarazione da parte del governo. Quello stesso giorno, la parola fu nuovamente usata dal Premier Kantarō Suzuki per etichettare la Dichiarazione di Potsdam come una mera riproposta delle precedenti richieste degli Alleati; difatti, essendo di valore nullo, sarebbe stata ignorata con tacito disprezzo (mokusatsu). Probabilmente Suzuki usò quel termine più per compiacere l'esercito, notoriamente ostile all'idea di una resa incondizionata, che per comunicare un rifiuto agli Alleati.
Il termine può anche indicare l'atto di lasciar cadere un argomento o una discussione rifiutandosi di continuarla. Il motivo del "mokusatsu" può essere il disprezzo come l'imbarazzo o il disagio, o anche semplicemente il non sapere come rispondere.